# Lautein
Lautein ou Lothain (en latin : Lautenus), est un moine de l'abbaye de Saint-Symphorien d'Autun, né à Autun (Saône-et-Loire) vers 448 et décédé dans son monastère à Silèze (Jura) le 1er novembre 518, à l'âge d'environ 70 ans.

## Biographie
Né vers 448 dans une famille de la noblesse sénatoriale autunoise, il a pour ami un fils de sénateur : saint Grégoire de Langres qui deviendra évêque de Langres et bisaïeul de saint Grégoire de Tours. Ils fréquentent les mêmes écoles.
Tout jeune il est, comme son ami, d'une conduite exemplaire. Attiré par la vie monastique, il entre vers l'âge de 27 ans, nous dit la Chronique, à l'abbaye de Saint-Symphorien d'Autun que dirigeait l'abbé Laurent. C'est probablement l'évêque saint Euphrône qui lui conseille d'entrer dans la solitude de cette abbaye après lui avoir servi de guide spirituel. 
La règle observée à Saint-Symphorien est celle des moines orientaux. C'est avec enthousiasme et ferveur que Lautein se livre aux exercices de la vie spirituelle cénobitique. Souhaitant être dans une plus grande solitude et un plus grand détachement des choses matérielles, il renonce, avec l'autorisation de son supérieur, aux douceurs de la vie monacale pour se réfugier au désert ne voulant plus avoir que Dieu pour témoin et comme secours dans ses combats avec le Malin.
Il part à l'autre bout du royaume des Burgondes dans les forêts du Jura que Gondebaud venait de reconquérir après des confrontations avec d'autres barbares. Cette région porte le nom de Scodingue et c'est au pied des monts qu'il construit sa cellule sur le versant d'une colline dénommée Sièze ou Silèze, aux bords d'une rivière. C'est aujourd'hui la commune de Saint-Lothain dans le Jura. C'est à l'époque une bourgade gallo-romaine ruinée à proximité de la voie romaine de Lyon à Besançon, par Bourg, Lons-le-Saulnier et Grozon.
Très rapidement d'autres personnes viennent rejoindre l'ermite. Ses jeûnes sont très durs ; son biographe nous apprend qu'il passe trois Carêmes en ne s'alimentant que deux fois par semaine. Il ne prend au premier Carême que de la bouillie d'orge, au suivant des pommes sèches et au troisième des légumes crus. Cet anachorète a reçu de Dieu le pouvoir de calmer ou de détourner les orages et les tempêtes. Il est bientôt entouré de 70 religieux qui sont à l'origine du premier monastère de Silèze dont l'église fut sous le vocable de Saint-Martin. 
Puis devant les nombreux candidats désirant sous la conduite de ce célèbre thaumaturge servir Dieu, il fonde près de là un second monastère à Maximiac que d'aucun ont longtemps cru être le monastère de Baume-les-Moines, et que Mabillon pensait être Ménai auprès d'Arbois, et selon d'autres Monai auprès de St-Lothain. Mais ce ne sont ni les uns et les autres car trop récents dans leur fondation. C'est à Buvilly que Chevallier, l'abbé Richard et Rousset, ont vu avec clairvoyance le lieu de cette seconde abbaye qui deviendra prieuré. 
Il y place quarante moines très exercés au jeûne, à la prière et à l'obéissance. C'est, dit la légende, en ce lieu qu'il avait coutume de passer le Carême et tous les jours jeûnés. Un jour que le four était en chauffe pour la fabrication du pain celui-ci ordonna à frère Pharadée d'y entrer pour le nettoyer. Le religieux s'exécuta et ressortit de cette fournaise intact. Nous connaissons le nom d'un autre de ses compagnons et amis : Siagrius à qui il confia un miracle qui venait de lui arriver. Des brigands venus pour cambrioler le monastère furent arrêtés par la morsure de l'un d'eux par un serpent. Repentants, ils vinrent au prieuré et le saint homme guérit le larron.
Il atteignit l'âge de 53 ans (v. 501) sans être prêtre se jugeant indigne du sacerdoce. Pressé par ses compagnons, il reçut la prêtrise des mains d'Amantius, évêque de Besançon. Nous ne savons pas si le prélat vint à Siléze ou si l'abbé fit le voyage à Besançon. Silèze possède encore en son église l'autel sur lequel Lautein célébra l'office divin.
Il vécut ainsi 17 ans et en 518, alors qu'il venait de passer le Carême à Maximiac et retournant vers Silèze, il apprit le passage de son ami d'enfance Grégoire, évêque de Langres qui se rendait au concile provincial de Lyon à la suite du concile d'Épaone de 517. Les deux hommes allèrent au devant l'un de l'autre et se rencontrèrent au village de Grozon. C'était le 15 avril, jour de Pâques. Lautein avait eu précédemment à Maximiac la révélation de sa fin prochaine et en fit part à son ami. Ils passèrent la journée ensemble en prières mais le saint évêque ne se rendit pas à Silèze, ni a Maximiac. 
Sentant venir sa fin prochaine, il informa le prêtre Victorius qu'il retournait à Silèze : « où je veux mourir et recevoir ma sépulture. Venez-y jeudi prochain et apportez un suaire pour ensevelir mon cadavre ». Il passa trois jours en prières, se donna lui-même la communion et c'est dans la prière qu'il rendit son âme à Dieu.

## Culte
Il fut pieusement inhumé dans un sarcophage en pierre de Vergennes visible dans la crypte de l'église, le couvercle du tombeau portant l'épitaphe :
Ici repose Saint Lautein, abbé. 

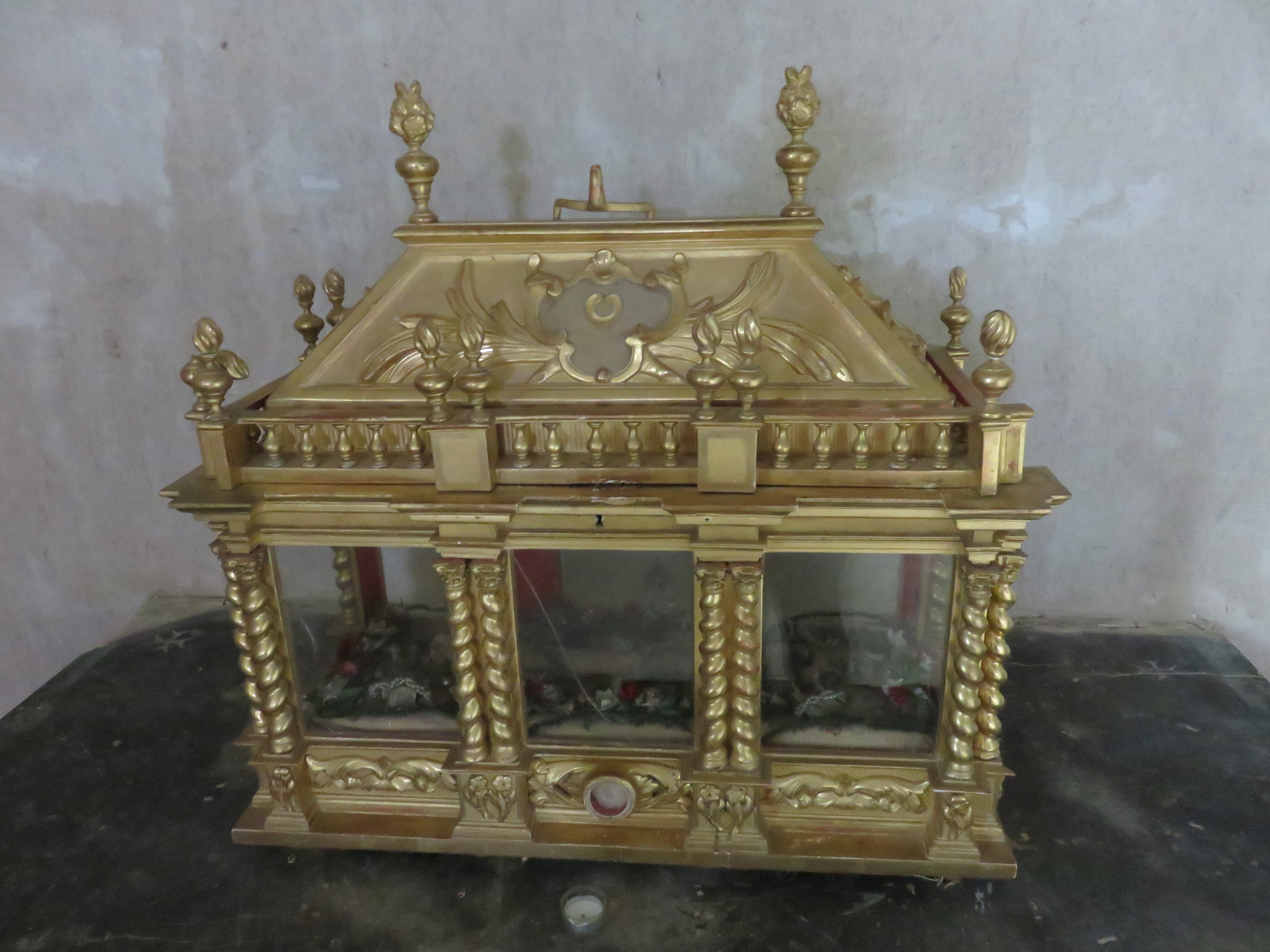
Châsse contenant des reliques de saint Lautein, église de Saint-Lothain.

Une gravure datant du Xe ou XIe siècle fut réalisée une fois que ses restes furent levés de terre et placés dans la crypte, du côté gauche de l'autel de l'église du monastère, époque à laquelle le monastère et l'église de Silèze, ruinés par les Normands en 888 ou 889, furent relevés par saint Bernon, abbé de Baume-les-Moines. Un seconde translation eut lieu vers la fin du XIe siècle pour exposer les reliques à la vénération publique. Cette cérémonie a dû être réalisée sur les ordres de l'abbé de Baume puisque le monastère de St-Lothain était devenu un simple prieuré dépendant de l'abbaye de Baume. L'église de Saint-Lothain conserva néanmoins des reliques du saint. Mais le 11 mai 1635 les soldats allemands et lorrains pénétrèrent dans l'église et brisèrent la châsse reliquaire, certainement pour en récupérer les pierreries. Le soir, le curé recueillit les ossements et les plaça dans un coffre qu'il cacha sous une dalle dans le chœur de l'église. Il y demeura jusqu'au 15 avril 1641, date à laquelle il fut enlevé de sa cache dans le cadre d'une cérémonie. Il s'y fit un nouveau miracle sur une femme aveugle qui recouvra la vue ; le curé consigna le fait par un procès-verbal qu'il signa avec trois témoins.
En 1793, la châsse fut cachée dans la crypte et échappa à la destruction. Puis fut, à la fin de la tourmente, remise à sa place au fond de l'abside. Elle contient : un fémur, un fragment d'humérus, deux os maxillaires et plusieurs vertèbres. Deux petits ossements sont enfermés, l'un dans un reliquaire d'argent à l'effigie du saint et l'autre dans sa représentation en buste, les deux entreposés dans la crypte.
Par le passé, lors des grandes sécheresse, des tempêtes et des pluies incessantes, la châsse était descendue et exposée à la vénération des croyants, et des messes d'invocation étaient célébrées. Cette croyance perdura jusqu'en 1853 où, pendant l'été, tombèrent des pluies torrentielles et incessantes.

## Fondations
- Vers 480 : prieuré de Saint-Martin de Silèze qui deviendra après son trépas Prieuré de Saint-Lothain.
- Vers 490 : prieuré de Saint-Symphorien de Maximiac dit aussi Prieuré de Buvilly.

## Invocations
Pour calmer les orages et les tempêtes, et également recouvrer la vue.

## Iconographie
- Vitrail de saint Lautein, louant Dieu.
- Tableau représentant la mort de Lautein, église de St-Lothain.

### Articles liés
- Abbaye Saint-Symphorien d'Autun
- Prieuré de Saint-Lothain
- Église de Saint-Lothain